# AS-90
AS-90 (Artillerisystem för 1990-talet), är en lätt bepansrad 155 mm bandhaubits som utvecklats av försvarsmaterieldivisionen inom Vickers Shipbuilding and Engineering (VSEL) till den brittiska armén. VSEL är sedan 1999 en del av BAE Systems.

## Versioner
AS-90DModifierad för ökenanvändning. Värmeskydd för besättning och extra kylning av motor och maskiner. Bandupphängningen anpassad för minskat slitage i sandiga förhållanden.
AS-90 "Braveheart"I princip AS-90, men försedd med kanon med eldrör med en längd av 52 x kaliber. Projekt dock nedlagt på grund av att det inte uppfyllde kraven på drivladdningar.
Haubicoarmata "Krab"Polsk licensbyggd bandhaubits med Braveheart torn och modifierat chassi koreanska k9

## Användning i Sverige
Försvarsmakten tillsammans med FMV hade under början av 2000-talet AS-90 Braveheart tillsammans med Panzerhaubitze 2000 på prov för att kunna utvärdera och utveckla det nya svenska artilleriet. Båda hade flera fördelar i den svenska terrängen, men valdes bort som alternativt system på grund av det höga inköpspriset.